# Acremoniella cedrelae
Acremoniella cedrelae är en svampart som beskrevs av C. Ram 1970. Acremoniella cedrelae ingår i släktet Acremoniella, divisionen sporsäcksvampar och riket svampar.   Inga underarter finns listade i Catalogue of Life.